# Vilanova de Bellpuig
Vilanova de Bellpuig ist eine katalanische Gemeinde (municipio) mit 1.168 Einwohnern (Stand: 2024) in der Provinz Lleida im Nordosten Spaniens. Sie gehört zur Comarca Pla d’Urgell. 

## Geographische Lage
Vilanova de Bellpuig liegt etwa 30 Kilometer östlich von Lleida in einer Höhe von ca. 290 m. 

## Bevölkerungsentwicklung
| 1900 | 1930 | 1950 | 1970 | 1981 | 1991 | 2001 | 2011 | 2021 |
| ---- | ---- | ---- | ---- | ---- | ---- | ---- | ---- | ---- |
| 999  | 1568 | 1538 | 1366 | 1245 | 1197 | 1136 | 1206 | 1178 |

## Sehenswürdigkeiten

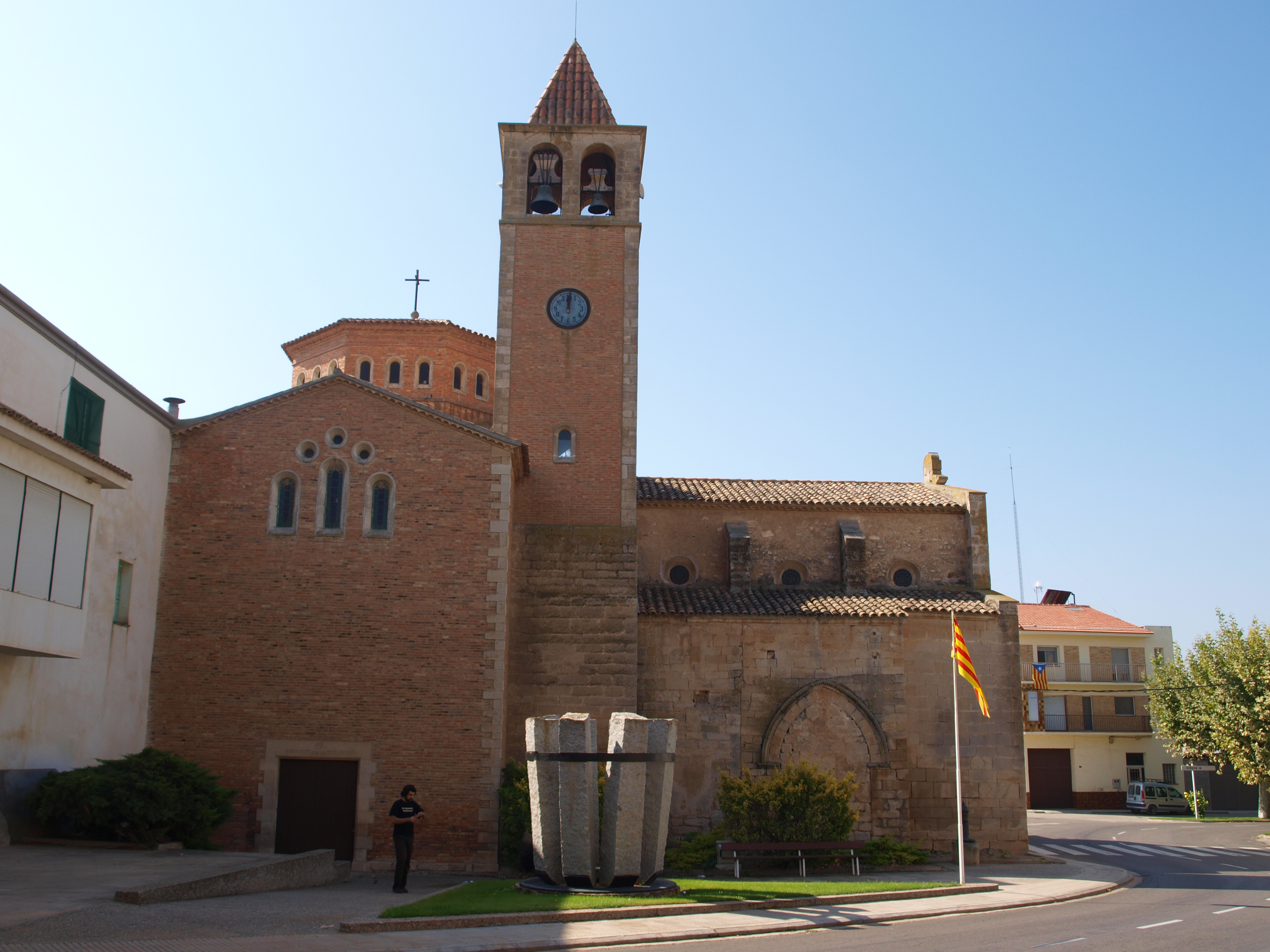
Peterskirche
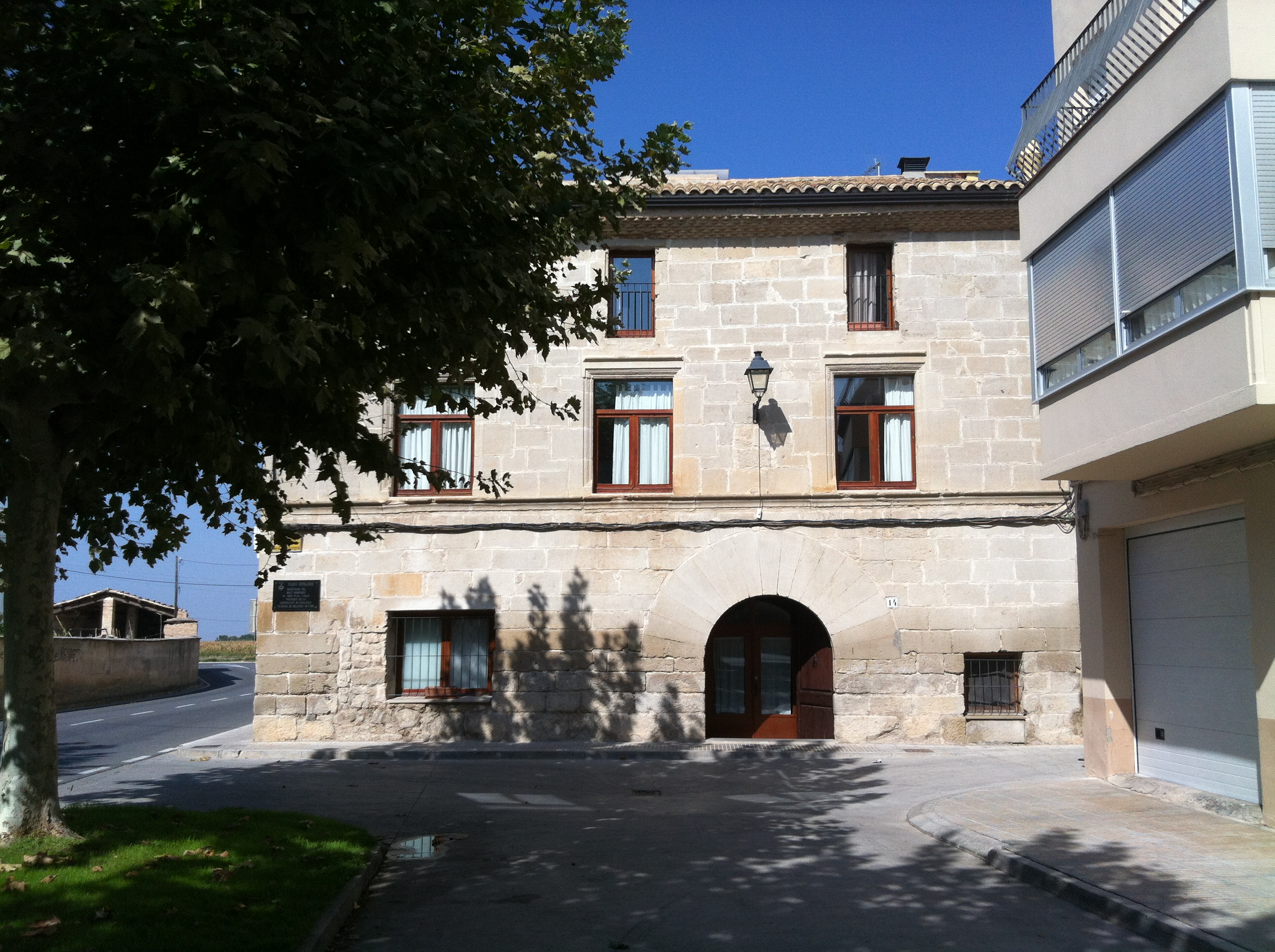
Altes Rathaus
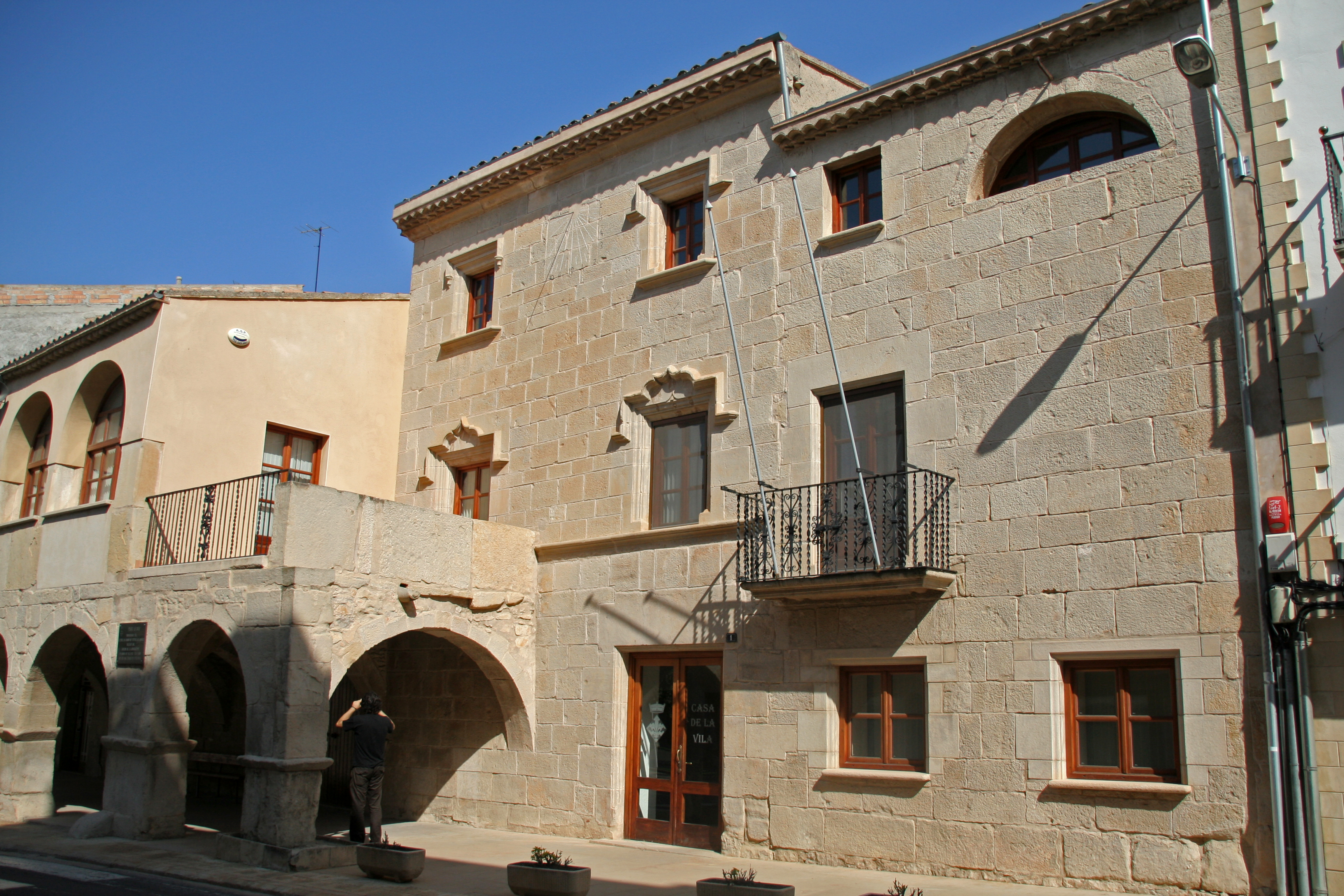
Neues Rathaus

- Ölmühle

- Peterskirche
- Altes Rathaus
- Neues Rathaus

## Persönlichkeiten
- Jaime Brufau Maciá (1922–1996), römisch-katholischer Ordensgeistlicher, Bischof von San Pedro Sula